# Équipe de Finlande masculine de kayak-polo
 (novembre 2013).
Si vous disposez d'ouvrages ou d'articles de référence ou si vous connaissez des sites web de qualité traitant du thème abordé ici, merci de compléter l'article en donnant les références utiles à sa vérifiabilité et en les liant à la section « Notes et références ».
L'équipe de Finlande de kayak-polo est l'équipe masculine qui représente la Finlande dans les compétitions majeures de kayak-polo.
Elle est constituée par une sélection des meilleurs joueurs finlandais.
À ce jour[Quand ?], elle n'a remporté aucun titre majeur ni ne s'est vraiment illustrée dans les grands rendez-vous mondiaux comme les championnats d'Europe ou les championnats du monde.

## Palmarès
Parcours aux championnats d'Europe
- 1995 : NQ
- 1997 : NQ
- 1999 : NQ
- 2001 : 11e
- 2003 : 14e sur 14
- 2005 : NQ
- 2007 : NQ
- 2009 : NQ
- 2011 : NQ

Parcours aux championnats du Monde
- 1994 : NQ
- 1996 : NQ
- 1998 : NQ
- 2000 : NQ
- 2002 : 18e
- 2004 : NQ
- 2006 : NQ
- 2008 : NQ
- 2010 : NQ

NQ : Non qualifiée